# Sphallambyx superbum
Sphallambyx superbum là một loài bọ cánh cứng trong họ Cerambycidae.